# Rourea confundens
Rourea confundens är en tvåhjärtbladig växtart som först beskrevs av Leenh., och fick sitt nu gällande namn av C.C.H. Jongkind. Rourea confundens ingår i släktet Rourea och familjen Connaraceae. Inga underarter finns listade i Catalogue of Life.